# Réaction de Blanc
La réaction de Blanc, également appelée chlorométhylation de Blanc, est une réaction organique nommée d'après le chimiste français Gustave-Louis Blanc (1872-1927). Elle permet d'introduire un groupe chlorométhyle (-CH2Cl) dans les composés aromatiques,.
Dans cette réaction, un composé aromatique (ici le benzène 1) réagit avec le formaldéhyde (2) et l'acide chlorhydrique (3) en utilisant le chlorure de zinc comme catalyseur pour former le chlorure de benzyle (4) :
Les chimistes italiens G. Grassi-Cristaldi et C. Maselli auraient découvert cette réaction, ou une réaction similaire, vers 1898, mais c'est Gustave Louis Blanc qui a développé cette méthode et l'a rapporté vers 1923, et elle est depuis connue sous le nom de « réaction de Blanc ».
La réaction nécessite des températures comprises entre 105 °C et 127 °C, et divers acides de Lewis (AlCl3, NiCl2, etc.) peuvent être utilisés. Outre l'acide chlorhydrique, l'acide phosphorique peut également être utilisé. Au lieu du formaldéhyde, il est également possible d'utiliser sa forme trimérisée, c'est-à-dire le trioxane, mais il faut toutefois procéder ensuite à une réduction pour obtenir de bons rendements (entre 69 et 92 %). Cette réaction est surtout importante pour la fabrication de résines, car elle constitue une alternative aux méthodes de polymérisation habituelles.

## Mécanisme réactionnel
Selon le mécanisme proposé, la réaction de Blanc se déroule comme une substitution électrophile aromatique (SEA). Dans un premier temps, un carbocation électrophile (2) est formé à partir du formaldéhyde à l'aide de chlorure de zinc. Celui-ci va ensuite se lier au cycle aromatique via le mécanisme classique de la SEA (3). Le cation arénium intermédiaire ainsi formé va ensuite se réaromatiser (4), avec élimination du chlorure de zinc (5)., pour donner un alcool benzylique (6). Le groupe hydroxyle va alors être remplacé par du chlore, via un mécanisme classique de substitution nucléophile : l'hydroxyle est protonné, formant un ion oxonium (7) qui va être ensuite éliminé en produisant de l'eau, puis remplacé par l'ion chlorure, donnant le produit final, un chlorure de benzyle (8).
Dans ces conditions, le produit final peut cependant subir une alkylation de Friedel-Crafts parasite qui donne alors comme sous-produit un diarylméthane (dans notre exemple le diphénylméthane) :

## Critique
Bien qu'elle soit une méthode très efficace, la chlorométhylation de Blanc présente un grave inconvénient : la réaction met en présence du formaldéhyde et du chlorure d'hydrogène qui peuvent réagir ensemble, entraînant alors la formation d'une petite quantité de bis(chlorométhyl)éther, un composé hautement cancérigène.